# Sinfonietta núm. 1 (Weinberg)
La Sinfonietta núm. 1, op. 41, va ser composta per Mieczysław Weinberg durant el mes de març de 1948 i estrenada el 13 de novembre del mateix any per l'orquestra de la Societat Filharmònica de Kíev dirigida per Natan Rakhlin. Té una durada aproximada de 23 minuts.

## Moviments
- I Allegro risoluto
- II Lento
- III Allegretto
- IV Vivace

## Origen i context
Weinberg va escriure la seva Primera Sinfonietta durant tot el mes de març de 1948. Es va inspirar clarament en la música jueva, tots els temes dels quatre moviments presenten almenys un vestigi de la influència de la música jueva. Les similituds estilístiques amb la música klezmer que sentim a la Primera Sinfonietta es troben entre les més clares de la música de Weinberg.
El compositor va intentar guanyar-se Tíkhon Khrénnikov, cap de la Unió de Compositors. Aquest era el principal interlocutor entre el Partit i els seus companys compositors i va definir la composició com «una obra brillant, dedicada a la vida alegre i en llibertat del poble jueu a la terra del socialisme». Khrénnikov, paradoxalment i donat l'antisemitisme que es va desenvolupar ràpidament a la Unió Soviètica en aquell moment, no va saber veure que en realitat l'obra tenia una estructura molt més complexa. La seva fascinant incorporació de l'esperit de la música popular jueva allunyava l'espectador del seu sofisticat "formalisme". És probablement gràcies a això, i que la va dedicar a l'«Amistat dels Pobles de l'URSS (Druzh-be narodov SSSR)»,que va obtenir el vistiplau per interpretar-se per tota l'URSS.
Aquesta composició va generar moltes especulacions i debats sobre el seu significat. A la partitura, va estar a punt d'incloure una cita del seu sogre, Solomon Mikhóels, que tracta sobre la igualtat de drets dels jueus a Rússia: «Als camps de kolkhoz també va començar a sonar una cançó jueva; no una cançó del passat, plena de tristesa i desgràcia, sinó una nova i feliç cançó de creació i de treball». Finalment, abans d'estrenar-se es va retirar la cita. La raó per la qual Weinberg hauria decidit citar Mikhóels podria haver estat una intrincada combinació de desitjos, amb l'obra inspirada en elements folklòrics i dedicada a una causa oficial, però al mateix temps permetent que el seu cercle íntim hi llegís la seva solidaritat amb l'actor assassinat.
Un cop va ser aprovada per la Unió de Compositors, el 13 de maig es va interpretar en un esdeveniment presidit pel compositor Boris Xekhter, que va ser aclamada gairebé de forma unànime per la seva expressió musical, la seva estructura i la seva instrumentació. Ràpidament, l'obra es va popularitzar i va ser interpretada per diverses orquestres soviètiques.